# Pseudoxandra pacifica
Pseudoxandra pacifica är en kirimojaväxtart som beskrevs av Paulus Johannes Maria Maas. Pseudoxandra pacifica ingår i släktet Pseudoxandra och familjen kirimojaväxter. Inga underarter finns listade i Catalogue of Life.